# Maungakotukutuku

Maungakotukutuku est une localité rurale de la région du District de Kapiti Coast  dans le sud-ouest de l’île du Nord de la Nouvelle-Zélande .

## Situation
Elle est localisée à l’intérieur des terres, derrière les villes de Paraparaumu et Raumati,

## Population
Selon le recensement de 2001 (en), la localité avait une population de 621 personnes, en augmentation de  38,9  %  ou 174 personnes depuis le recensement de 1996 .

## Géographie
Les cours d'eau Maungakotukutuku Stream et Wharemauku Stream ont tous les deux, leur source dans le secteur de ‘Maungakotukutuku’ et la vallée de Maungakotukutuku a été considérée comme un site potentiel pour un barrage pour fournir en eau pour l'ensemble de la région de la côte de Kapiti. 
La zone de colline, souvent appelé "the Maungatooks" par les résidents locaux , présente des chemins de randonnées réputés pour les randonneurs de moyenne montagne, les motards amateurs de tous terrains (dirt bikers), mais aussi pour les cavaliers .